# La Pintada
La Pintada este un municipiu din departamentul Antioquia, Columbia.